# Police (meteorit)
Meteorit Police je název pro meteorit, který 16. září 1969 v 8:15 hodin dopadl na střechu domu čp. 147 v obci Suchý Důl severovýchodně od Police nad Metují.

## Historie
Dne 16. září 1969 v 8:15 byl majiteli domu čp. 147 v obci Suchý Důl manželi Klimešovými zaregistrován svist a následně proražení střechy jejich domu. Jednalo se o kamenný meteorit (chondrit), který se před dopadem na zem rozpadl na dva kusy a drobné úlomky. Kusy byly doručeny na hvězdárnu v Úpici a odtud největší část letecky do výzkumného ústavu Maxe Plancka v německém Heidelbergu k radioizotopickému studiu. Shodou okolností v té době v ústavu byly zkoumány vzorky hornin, které přivezla posádka Apollo 11 z Měsíce.
Meteorit Police byl prvním meteoritem, který byl zkoumán stejným způsobem jako vzorky z Měsíce. Zkoušky určily stáří, složení a dráhu, po které obíhal.

## Místo dopadu
Střecha domu čp. 147 , souřadnice: 50°32' 17"N, 16°14' 40"E. Předpokládá se že další části dopadly na polské území, avšak pátrání byla neúspěšná. Pád meteoritu zaznamenalo 14 obyvatel Suchého Dolu.

## Klasifikace
Obecný chondrit L6 (hyperstenový, nejvyšší tepelné postižení) s nízkým obsahem železa, s nízkým výskytem siderofilních prvků, střední velikost zrn (kolem 0,7 mm) a kompozicemi izotopů kyslíku.
Třída olivinico-hypersteinický chondrit s 62 % olivínu, 13 % pyroxenu, 22,28 % celkového železa, poměr Fe/Ni je 6,34.

## Hmotnost a rozměry
Hmotnost:
- původní celý 840 gramů,
- po rozpadu: úlomek 60,1 gramů a 780 gramů[4][8]

Rozměr:
Meteorit měl rozměr 118 x 77 x 58,5 mm
Byl rozdělen (podle )
Menší úlomek o celkové váze 60,1 g byl celý rozdělen takto:
- 20,6 g pro chemickou analýzu:
  - 5,0 g ústavu nerostných surovin v Kutné Hoře k provedení aktivační neutronové analýzy,
  - 5,6 g dr. J. Zähringerovi Planckův Institut v Heidelbergu, k získání hmotového spektra,
  - 10,0 g k provedení kvantitativní chemické analýzy v chemické laboratoři Ústředního ústavu geologického v Praze

- 11,1 g mineralogickému oddělení Národního muzea v Praze ke zhotovení výbrusu a nábrusu,

- 23,4 g Planckovu institutu v Heidelbergu ke zjištění radiogenního argonu A 37,

- 5,0 g témuž Institutu k provedení předběžného výzkumu mineralogického složení.

Z velkého kusu o váze 755,2 g bylo odděleno 69,1 gramů a rozděleno na tři části:
- 21,0 g ke stanovení radiogenního argonu (D. Davis, Brokhaven, USA),

- 19,4 g ke stanovení tritia (E. L. Fireman, Smithsonian Institution, Cambridge, Massachusetts, USA],

- 28,7 g ke stanovení stopových prvků (Max Planck Institut, Heidelberg, SRN)

Z velkého kusu zbylo 686,1 gramů

## Místo uložení
- Národní muzeum v Praze (686,1 gramů)
- National Museum of Natural History ve Washingtonu (1,8 gramů)[9]